# 蠟筆小新：黑暗珠珠大追擊
《蠟筆小新：黑暗珠珠大追擊》（日语：クレヨンしんちゃん 暗黒タマタマ大追跡）是日本於1997年4月19日上映的蜡笔小新电影，是蜡笔小新的第5部动画电影（电影版5週年紀念作品）。

## 概要
- 由原作者臼井儀人所命名標題的最後一部電影作品。同時也是臼井儀人首度聲音演出的作品。野原家的長女—野原向日葵首部登場的劇場版作品。首映會到場的嘉賓也可獲得附有向日葵種子的筆記本（日本方面）。
- 導演原惠一所執導的作品多半有較濃厚的現實世界觀，多數扎實的武打動作鏡頭也得以看見，不管是主角方或是敵方角色全都是地球上的人類。本作和次作《蠟筆小新：電擊！豬蹄大作戰》皆由原惠一導演的同時身兼分鏡腳本一職。
- 守護珠由良本部的「珠由良七人衛兵」是以黑澤明的七武士（1954年）作為概念所設定。
- 於電視台重播時，劇情內的「人妖（日文為オカマ，有男大姊之意）」一詞全數遭到刪剪。此後，作品裡的人妖角色變得很少。

## 劇情
某天晚上，一群陪酒小姐在新東京國際機場迎接一名剛從國外回來的男子，當時男子將某個東西交給她們時卻被奇怪的人妖三人組給阻撓，人妖三人組搶奪陪酒小姐團的東西的同時還在機場引起騷動。警署將這個案件託付給一位隸屬千葉縣警察的刑警東松山代子。隔天早上，小新帶著小白散步的偶然發現睡倒在草叢裡的人妖以及一顆彈珠，小新因為覺得這顆彈珠很閃亮，所以他就將彈珠給帶回家，但是彈珠卻在小葵發現後就突然莫名消失，當天晚上，小新一家被人妖三人組給強制帶往新宿的自營風俗店。這三個人妖分別為玫瑰、紫羅蘭和檸檬，他們共稱為「珠由良三兄弟」。
珠由良三兄弟向小新一家敘述他們是以消滅惡靈為生業的超能靈力族——珠由良族的後裔時講解魔人賈克的傳說，他們解釋小新所撿到的彈珠其實是能使魔人復活的魔珠，過去他們的族人珠由良族原本和另一個超能靈力族——珠黃泉族是以協助人民為生、感情融洽的族群，但是直到珠黃泉族出現一位心懷不軌的靈力者才開始變調，當時那位的靈力者企圖釋放邪惡的魔人——賈克打算掌控一切，因此兩方族人在打倒靈力者時將魔人賈克給封印於人俑之中，之後他們分別保管操縱魔人的魔棒與魔人的魔力結晶(也就是魔珠)，並將人俑給埋入地底之下。要讓魔人甦醒過來就必須得將魔珠放入人俑胯下的洞穴，而且還要使用魔棒來操控魔人賈克，如果魔人賈克在現世甦醒將會引發意想不到的大混亂，所以他們唯一能做的就是要保護魔珠不讓邪惡之徒給拿走。
而如今，珠黃泉族為了打算要奪走兩顆魔珠企圖讓魔人賈克再次復甦於現世，所以珠由良三兄弟才會將魔珠從珠黃泉族的手上給奪過來不讓他們展開復甦魔人賈克的儀式。由於魔珠被小葵給誤食的緣故，因此珠黃泉族將小葵給視為鎖定目標也讓小新一家在被捲入爭奪魔珠的大亂鬥中身陷危機，雖然小新一家和珠由良三兄弟好不容易擺脫珠黃泉族的追擊，並且決定跟企圖跟蹤他們的刑警東松山朝著青森縣的珠由良族本部所在基地「啊 那座山」前進，希望能抵抗珠黃泉族所帶來的威脅時想盡辦法把魔珠從小葵的身上拿出來，小新一家為了保護小葵的安全不得不跟珠由良三兄弟與刑警東松山攜手合作對抗珠黃泉族，究竟他們能否阻止珠黃泉族讓魔人賈克復甦於現世保護好小葵的安全呢？

## 珠由良族・珠黃泉族的傳說
珠由良族和珠黃泉族皆為擁有久遠歷史的超能靈力族，雖然兩個族人在現世視為敵對的關係，但是他們在古代時感情很融洽。
過去兩族的祖先相傳擁有強大的靈力，由於他們能驅逐與消滅惡靈與妖怪而為名因此受到村民的推崇。直至某天，珠黃泉族中出現一位心懷不軌的靈力者才開始改變，雖然那位靈力者的靈力雖然強大卻總是會作出為非作歹的行徑，甚至利用自己強大的靈力以及禁忌的法器釋放出擁有非凡的邪惡靈力的魔人——「賈克」藉此掌控一切。因此珠由良族和珠黃泉族的族人不得不向靈力者與魔人賈克對抗，雖然兩個族人將邪惡的靈力者給擊敗的同時將魔人賈克給永世封印起來，但是他們在過程中付出不少的犧牲。事後珠由良族和珠黃泉族為了不讓魔人賈克復甦於現世，共同決議各自保管魔人賈克化在人俑胯下形成的靈力結晶(指的就是兩顆魔珠)與禁忌的法器(指的就是魔棒)，並且將封印魔人賈克的人俑給埋在地底深處。

## 登場角色
| 配音員                                                        | 角色              | 介紹 |
| ------------------------------------------------------------- | ----------------- | --- |
| 原角色．野原家                                                |                   | |
| 矢島晶子 蔣篤慧（台灣） 劉惠雲（香港）                        | 野原新之助        | 本作男主角。因眾人都將關心的視線投注在妹妹小葵身上，為此感到相當很不悅。某日跟小白散步的途中碰上正在睡覺的玫瑰並將遺落在旁的珠珠(讓魔人復甦的魔珠)給帶回家，卻遭小葵誤吞下去造成這起事件。 |
| 藤原啓治 楢橋美紀 于正昇 呂佩玉（台灣） 陳旭明 譚淑英（香港） | 野原廣志 野原美冴 | 小新的雙親，普通上班族和家庭主婦。在小葵誤吞讓魔人復甦的魔珠後，不得不和珠由良三兄弟聯手保護小葵。最終決戰時靠著美冴想出以唱歌讓腦袋空白的戰術破解海克森的讀心術而獲勝。 |
| 興梠里美 賀世芳（台灣）                                       | 野原向日葵        | 小新的妹妹。本作為其劇場版初登場。前期時，由於誤吞哥哥小新所帶的魔珠，造成自己與家人被珠黃泉族給纏上與追擊（另外，小新也曾在第1作《動感超人大戰高叉魔王》中誤吞動感石頭）。 |
| 真柴摩利 賀世芳（台灣）                                       | 小白              | 野原家所飼養的小白狗。 |
| 本作角色                                                      |                   | |
| －                                                            | 珠由良三兄弟      | 由代號為玫瑰、紫羅蘭、檸檬的人妖三人組所建立的男大姐三兄弟。於繁華的新宿經營一間名為「甩甩蛋蛋 Swing Ball」的跨性別風俗店。雖然外表看似人妖，不過他們由於是珠由良族的後代子孫，因此功夫都相當地高強。 曾摸黑闖進野原家尋找讓魔人復甦的魔珠的下落，之後從野原一家的口中得知魔珠被小葵給誤吞的真相後，面對防止珠黃泉族的偷襲決心保護魔珠和野原一家。 在《蠟筆大戰》的前篇中曾與魔人賈克一同登場過。 玫瑰（，鄉里大輔，台:曹冀魯） 珠由良三兄弟的長男，本名「阿武」。身形壯碩，鬍渣濃密，身穿著粉色背心。 紫羅蘭（ラベンダー，鹽澤兼人，台:魏伯勤） 珠由良三兄弟的次男，本名「阿強」。穿著綠色旗袍。 檸檬（，大瀧進矢，台:吳文民） 珠由良三兄弟的三男，本名「阿剛」。身穿黃色功夫裝，擁有厚嘴唇。具有靈力，曾以其能力看出小葵誤吞讓魔人復甦的魔珠的事實。 |
| 真山亞子 魏晶琦（台灣）                                       | 珠由良之母        | 珠由良族的首領，亦為珠由良三兄弟的母親。很討厭被長子玫瑰稱為「媽媽」。具有相當程度的靈力，能夠感覺到山靈對魔人賈克的畏懼，以及預知海克森的來襲和小葵的事與發覺珠黃泉族本部的所在地。 |
| 山本百合子 魏晶琦（台灣） 王夢華（香港）                      | 東松山代子        | 本部電影女主角，千葉縣成田東西署的刑警。因為崇拜動作片的英雄才會志願成為刑警，卻苦無能夠施展身手的案子（實際因素應為其技術太差）只能被分派到資料室做資料處理人員。 配槍為貝瑞塔M92FS和貝瑞塔M84，雖然身為刑警，槍法卻奇差無比。姓氏來源應為埼玉縣東松山市。 |
| －                                                            | 珠由良七人衛兵    | 由勘兵衛（不明，台:魏伯勤）、勝四郎（中田雅之，台:吳文民）、七郎次（太田勝人，台:魏伯勤）、平八（中嶋聰彥，台:曹冀魯）、五郎兵衛（岩永哲哉，台:魏伯勤）、久蔵（不明，台:曹冀魯）、菊千代（納谷六朗，台:吳文民）所組成的珠由良族七戰士。雖然全員皆為年長者且被海克森打敗，但是功夫與槍法的實力卻相當紮實。名字來源為七武士。 |
| 立木文彥 于正昇（台灣）                                       | 佐竹              | 珠黃泉族的御用保鑣，體格相當壯碩。苦無在玉王底下獲得調薪的機會。原為職業摔角手。名字和角色設定來自佐竹雅昭。本性不壞，十分喜歡小孩，最後改邪歸正，並且最終與魔人賈克一起珠由良三兄弟的店內工作。 |
| 島津冴子 蔣篤慧（台灣）                                       | 千瑪瑪·瑪荷       | 珠黃泉族的副首領，也是玉王俱樂部的陪酒小姐軍團的領袖，全員皆擅長以如刀刃般鋒利的緞帶為武器的新體操格鬥術。穿著低胸連身裙，露出乳溝，藉以展現其性感魅力。性格乖戾傲慢、目中無人，和佐竹水火不容。最後與自己的下屬們全被警方逮捕。 |
| 山本圭子 賀世芳（台灣） 姜麗儀（香港）                        | 玉王中室          | 珠黃泉族的首領。於銀座經營「玉王俱樂部」，講京都方言。本人總是稱自己為「私」。千瑪瑪與海克森都稱她「媽媽桑」。口蜜腹劍、陰險狡詐，也是一個老謀深算、深不可測的狐狸精。具有「鎖心術」的能力，能破解海克森的讀心術。最終移送法辦。 名字和人物設定來自中村玉緒。 |
| 筈見純 魏伯勤（台灣）                                         | 海克森（Hecson）  | 本片反派角色，移民海外的珠黃泉族的後代子孫，是個金髮碧眼的外國人。冷靜沉著，冷酷無情，為了達到目的，就連小孩也不放過。擅長格鬥術。為超能力者，能以手在地圖上感知目標人物的行蹤去向，以及讀取他人的心思之術，擅長一邊讀心一邊作戰，但面對玉王中室的「鎖心術」、美冴和廣志等人以唱歌來讓腦子空白的方式使自己讀心術無用武之地，以及小新和小葵皆無法解讀他們的思考及心理而導致頭痛。弱點是「怕癢」（小新在珠由良本部時就已發現這個弱點），被東松山代子打傷小腿時無法繼續逃跑，還將小葵扔出去，企圖殺害小葵，最終未遂被東松山代子擊敗。最終與千瑪瑪•瑪荷、玉王中室等人同樣，一同鋃鐺入獄。 名字來自瑞克森·格雷西。 |
| 青森伸 于正昇（台灣）                                         | 魔人賈克          | 被封印於人俑中的魔人。在遙遠的過去，來自珠黃泉族的強大靈力者欲令其甦醒，藉以控制一切，過去被珠由良和珠黃泉兩族聯手阻止並被封印於人俑中。故事最後被野原兄妹一起解除封印召喚出來，但最終因為自己表示說魔力早已過期（有效期限為1996年12月31日）並且脫離人俑時魔力已殆盡成為普通人妖，而與佐竹一起珠由良三兄弟的店內工作。在《蠟筆大戰》的前篇與珠由良三兄弟一同登場。 |
| 臼井儀人 于正昇（台灣）                                       | 臼井儀人          | 漫畫家。喜好的女生類型是松隆子，興趣是欣賞馬桶座椅。在健康中心內大唱鳥羽一郎的歌曲「兄弟船」。在此後的劇場版也數度登場，皆由原作者臼井老師親自配音。 |
| 曹冀魯 魏伯勤（台灣 ）陳志強 黃志明（台灣）                   | 上原、南砂町男    | 廣志在健康中心巧遇的客戶。聲優不明。 |

## 音樂
| 類別   | 曲名                               | 作詞            | 作曲     | 編曲      | 歌手                                                    |
| ------ | ---------------------------------- | --------------- | -------- | --------- | ------------------------------------------------------- |
| 片頭曲 | 「"I Want You"」                   | C's             | 菅原智   | 編 菅原智 | Puppy                                                   |
| 插入曲 | 「」                               | 原恵一          | 荒川敏行 |           | （郷里大輔）、（塩沢兼人）、（大滝進矢）                |
| 插入曲 | 「」（1967年）                     | 作詞 - 島田陽子 | 中村八大 | 福島正二  | 三波春夫 此曲為珠黃泉族在健康中心所表演的歌曲。         |
| 插入曲 | 「」（1982年）                     | 星野哲郎        | 船村徹   |           | 臼井儀人 臼井儀人在健康中心的卡啦OK室所演唱的歌曲。     |
| 插入曲 | 「」（1978年）                     | 七澤公典        | 七澤公典 | 池多孝春  | （藤原啓治）                                            |
| 插入曲 | 「就算我變成了歐巴桑」（私がオバさんになっても，1992年） | 森高千里        | 齊藤英夫 | 齊藤英夫  |                                                         |
| 插入曲 | 「」（1967年）                     | 有馬三恵子      | 鈴木淳   |           | （郷里大輔）                                            |
| 插入曲 | 「」（1970年）                     | 橋本淳          | 中村泰士 | 荒川敏行  | （藤原啓治）、 以上三曲為該角色在劇情高潮時的背景音樂。 |
| 片尾曲 | 「」                               | 財津和夫        | 財津和夫 | 財津和夫  | 財津和夫                                                |

## 外部連結
- 互联网电影数据库（IMDb）上《蠟筆小新：黑暗珠珠大追擊》的资料（英文）
- 開眼電影網上《蠟筆小新：黑暗珠珠大追擊》的資料（繁體中文）
- 时光网上《蠟筆小新：黑暗珠珠大追擊》的資料（简体中文）
- 豆瓣电影上《蠟筆小新：黑暗珠珠大追擊》的資料 （简体中文）